# Angelo Mai
Pour les articles homonymes, voir Mai (homonymie).
Angelo Mai (né le 7 mars 1782 à Schilpario dans la province de Bergame en Lombardie et mort le 8 septembre 1854 à Castel Gandolfo), est un cardinal et philologue italien qui s'est acquis une réputation dans toute l'Europe en publiant pour la première fois une série de textes anciens jusque-là inconnus. Il avait pu les découvrir et les éditer alors qu'il était responsable d'abord de la bibliothèque ambrosienne à Milan puis de la bibliothèque du Vatican. Les textes étaient souvent des manuscrits sur parchemin qui avaient été grattés et réutilisés ; il arriva à lire les textes primitifs en se servant de produits chimiques. En particulier, il fut capable de retrouver une grande partie du De Republica de Cicéron, un texte qu'on cherchait partout. Il est aussi celui qui a pu retrouver les œuvres de Virgilius Maro Grammaticus.

## Biographie
Il naquit dans une famille modeste à Schilpario, province de Bergame, en Lombardie.
En 1799 il entra dans la Compagnie de Jésus, alors discrètement autorisée dans le royaume de Naples, et en 1804 devint professeur de langues anciennes au collège de Naples. Après avoir terminé ses études au Collegium Romanum, il vécut un certain temps à Orvieto, où il travailla dans l'enseignement et les études paléographiques. Les événements politiques de 1808 l'obligèrent à quitter Rome (où il était retourné entre-temps) et à se réfugier à Milan, où en 1813 il devint conservateur de la bibliothèque ambrosienne.
Il se jeta alors, avec l'énergie et le zèle qui le caractérisaient, dans la tâche d'examiner les nombreux manuscrits dont il avait la charge, et au cours des six années suivantes il fut en mesure de restituer au monde un nombre considérable d’œuvres perdues depuis longtemps. Ayant quitté la Compagnie de Jésus en 1819, il fut appelé à Rome la même année pour prendre la direction de la Bibliothèque vaticane. En 1833, il fut transféré au poste de secrétaire de la Congrégation pour la Propagande de la foi.
Le 19 mai 1837, il est créé cardinal in pectore par le pape Grégoire XVI. Sa création est publiée le 12 février 1838. Il est préfet de la Congrégation de l'Index de 1843 à 1849. Il devient préfet de la Congrégation du Concile de 1851 à 1853. Il meurt à Castel Gandolfo, près d'Albano, le 8 septembre 1854.

## Travaux
C'est sur sa compétence comme lecteur de palimpsestes que repose surtout sa renommée. À la période de son séjour à Milan appartiennent : 
- les fragments de Cicéron : Pro Scauro, Pro Tullio, Pro Flacco, In Clodium et Curionem, De Aere alieno Milonis, et De Rege Alexandrino (1814) ;
- M. Corn. Frontonis opera inedita, cum epistolis item ineditis, Antonini Pii, Marci Aurelii, Lucii Veri et Appiani (1815, nouvelle éd. 1823, avec plus de 100 lettres supplémentaires découvertes dans la bibliothèque du Vatican) ;
- huit fragments de discours de Quintus Aurelius Symmaque ;
- les fragments de Plaute ;
- l'oraison de De hereditate Cleonymi d'Isée ;
- les neuf derniers livres des Antiquités de Denys d'Halicarnasse, et un certain nombre d'autres œuvres ;
- M Tullii Ciceronis de republica quae supersunt parurent à Rome en 1822 ;
- Scriptorum Collectio veterum nova, e Vaticanis codicibus editi en 1825-1838 ;
- Classici Scriptores e Vaticanis codicibus editi en 1828-1838
- Spicilegium Romanum en 1839-1844 ;
- Patrum nova bibliotheca en 1845-1853.

Son édition du célèbre Codex Vaticanus, achevée en 1838, mais publiée (apparemment en raison d'inexactitudes) seulement quatre ans après sa mort (1858), est ce qu'il y a de moins satisfaisant dans son travail et a été remplacée par l'édition de Vercellone et Cozza-Luzi (1868), qui elle-même laisse beaucoup à désirer.
Bien que Angelo Mai n'ait pas connu autant de succès dans la critique textuelle que dans le déchiffrement de manuscrits, il restera dans les mémoires comme un pionnier laborieux et persévérant, dont les efforts ont sauvé de l'oubli de nombreux écrits anciens.

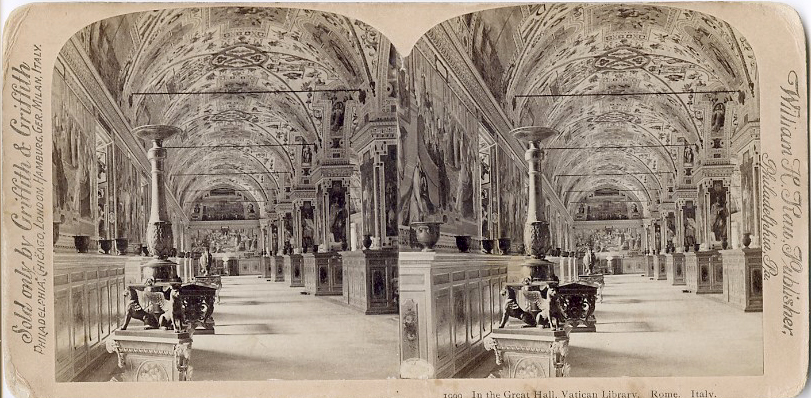
La Grande Galerie de la Bibliothèque du Vatican

## Source
- (en) Cet article est partiellement ou en totalité issu de l’article de Wikipédia en anglais intitulé « Angelo Mai » (voir la liste des auteurs).